# Euodynerus hidalgo
Euodynerus hidalgo är en stekelart som först beskrevs av Henri Saussure 1857.  Euodynerus hidalgo ingår i släktet kamgetingar, och familjen Eumenidae.

## Underarter
Arten delas in i följande underarter:
- E. h. boreoorientalis
- E. h. viereckii